# Sanam
Sanam conocido anteriormente como 'SQS Supastars', es una banda musical de género pop de la India, formada en la ciudad de Mumbai. La banda está integrada por Sanam Puri (voz principal), Samar Puri (Guitarra y voz), Venky S (Bajo y voz) y Keshav Dhanraj (Batería). Se ha convertido una de las agrupaciones más aclamadas por el público juvenil, se dieron a conocer con sus primeros temas musicales de éxito como Hawa Hawa, Behka y Teri Aankhon Se. El 2014 cambiaron de nombre de SQS Supastars por Sanam. Samar Puri y Venky se conocieron en el "Indian School Muscat", eran además compañeros y amigos del mismo curso. Ambos junto con Sanam Puri decidieron formar una banda musical, empezaron primeramente por interpretar los géneros musicales como el pop y el rock siendo sus primeras prácticas. Después de mucho tiempo los hermanos Puri, para hacer su sueño realidad, decidieron emigrar a Delhi, allí Venky les presenta a Keshav, a quien los hermanos Puri ya lo habían conocido anteriormente. Keshav se trasladó también a Mumbai, para trabajar con una empresa de marketing y publicidad llamada Furtados, como encargado de gestar las siguientes marcas comerciales como Zildjian, Pearl y Evans. Más adelante con los hermanos Puri, formaron la banda 'The SQS Project'. Su carrera se inició primeramente interpretando temas musicales para jingles para dichas marcas comerciales. Más adelante su música se empieza a comercializar, con las letras y composiciones escritas y compuestas por Saman Puri.

## 2014 en adelante
They changed their name from SQS Project to Sanam in 2014.

## Discografía

### Álbumes de estudios
| Título      | Detalles                                                                                 |
| ----------- | ---------------------------------------------------------------------------------------- |
| Supastars   | - Released: 19 de diciembre de 2010 - Label: Times Music - Formats: CD, digital download |
| Samar Sanam | - Released: December, 2011 - Label: Saregama - Formats: CD, digital download             |

## Videos musicales
| Año  | Video                                                  | Director                      |
| ---- | ------------------------------------------------------ | ----------------------------- |
| 2010 | "Hawa Hawa"                                            | Deb Madhekar                  |
| 2011 | "Behka"                                                | 18 Till I Die                 |
| 2012 | "Teri Aankhon Se"                                      | Bharath Purohit / Mithun Bhat |
| 2014 | "Main Hoon"- The Amazing Spider-Man 2: Rise of Electro | Supari Studios                |
| 2014 | "Khushnaseeb"                                          | Charudatta Rane               |
| 2015 | "Garmi Di Tu"                                          | Charudatta Rane               |
| 2015 | "Jaanta Tha"                                           | Quiet Riot                    |